# Josef Angenfort
Josef „Jupp“ Angenfort (* 9. Januar 1924 in Düsseldorf; † 13. März 2010 ebenda) war ein deutscher Politiker (KPD/DKP). Dem Landtag Nordrhein-Westfalen gehörte er von 15. Mai 1951 bis 4. Juli 1954 an.

## Leben
Angenfort wurde in einer katholischen Eisenbahnerfamilie in Düsseldorf geboren. Am 11. November 1942 beantragte er die Aufnahme in die NSDAP und wurde rückwirkend zum 1. September desselben Jahres aufgenommen (Mitgliedsnummer 9.286.527). Nach seiner Schulzeit wurde er in die Wehrmacht eingezogen und geriet als 19-Jähriger im Oktober 1943 in der Sowjetunion in Kriegsgefangenschaft. Er schloss sich als deutscher Kriegsgefangener in der Sowjetunion dem Nationalkomitee Freies Deutschland (NKFD) an. In Gesprächen mit sowjetischen Soldaten und deutschen Antifaschisten „begann ein Prozess der Erkenntnis“, wie er selber sagte. Er wurde Mitglied des NKFD und leistete unter deutschen kriegsgefangenen Soldaten Überzeugungsarbeit gegen Krieg und Nationalsozialismus.
1949 kehrte er in seine Heimatstadt Düsseldorf zurück, wurde Mitglied und bald darauf Vorsitzender des Zentralbüros der Freien Deutschen Jugend in Westdeutschland. Diese wurde 1951 von der Bundesregierung verboten.
Angenfort wurde 1951 für die KPD der jüngste Landtagsabgeordnete in Nordrhein-Westfalen.
Seine Immunität als Landtagsabgeordneter der KPD in NRW konnte Angenfort als Vorsitzenden der verbotenen FDJ in Westdeutschland im März 1953 nicht vor der Festnahme durch die Sicherungsgruppe Bonn des Bundeskriminalamts bewahren. Die Bundesanwaltschaft, die den vom Ermittlungsrichter des Bundesgerichtshofs ausgestellten Haftbefehl gegen Angenfort beantragt hatte, berief sich darauf, dass Organe des Bundes auf Gesetze der einzelnen Bundesländer keine Rücksicht zu nehmen brauchen. Er wurde wegen Hochverrats angeklagt und vom Bundesgerichtshof am 4. Juni 1955 (StE 1/52, NJW 1956, 231) wegen Vorbereitung eines hochverräterischen Unternehmens, wegen Geheimbündelei und Zugehörigkeit als Rädelsführer zu einer verfassungsfeindlichen Vereinigung zu einer fünfjährigen Zuchthausstrafe verurteilt. Der BGH führte aus, ein Massen- und Generalstreik könne Gewalt im Sinne des StGB § 80 Abs. 1 Nr. 1 StGB sein.
Gegen ihn wurde wohl das erste Zuchthausurteil eines bundesdeutschen Gerichts wegen einer politisch motivierten Straftat nach 1945 gefällt, das höchste Strafmaß, das überhaupt in dieser Zeit gegen Kommunisten verhängt wurde. Walter Menzel, damals Parlamentarischer Geschäftsführer der SPD-Bundestagsfraktion sagte dazu:

„Vergleicht man dieses Urteil mit den milden Urteilen gegen Kopfjäger aus den hitlerschen KZs, gegen viehische Mörder, die nachträglich noch begnadigt werden, dann ist man empört darüber, dass Menschen vor dem Richterstuhl so behandelt werden. Wir sind in Westdeutschland wieder soweit, dass alle Gegner des Bundeskanzlers als Bolschewisten oder des Hochverrats angeklagt werden.“

Im April 1957 wurde Angenfort von Bundespräsident Theodor Heuss unter der Auflage begnadigt, jede Tätigkeit für die inzwischen verbotene KPD zu unterlassen. Als dessen Nachfolger Lübke die Begnadigung aufgrund Verstoßes gegen die Auflage widerrief, wurde Angenfort im Februar 1962 erneut festgenommen. Er floh daraufhin von einem Gefangenentransport, ging in die Illegalität und setzte sich später in die DDR ab.
Nach der Konstituierung der  DKP im Jahre 1968 wurde Angenfort Mitglied und reiste mehrfach zu Auftritten auf Parteiveranstaltungen in die Bundesrepublik Deutschland, dabei wurde er Mitte März 1969 festgenommen. Am 25. April wurde er jedoch wieder auf freien Fuß gesetzt, nachdem das Vorgehen der Strafverfolgungsbehörden auch in der Bundesrepublik Deutschland kritisiert worden war.
Angenfort war Mitglied der illegalen Leitung der KPD und dann Präsidiumsmitglied der DKP. Von 1988 bis 2002 war er Landesvorsitzender der Vereinigung der Verfolgten des Naziregimes – Bund der Antifaschisten (VVN-BdA) in Nordrhein-Westfalen. Später war er einer ihrer Landessprecher in Nordrhein-Westfalen und Mitglied des Bundesausschusses der VVN-BdA. An der Schaffung einer einheitlichen gesamtdeutschen VVN-BdA (die VVN war 1953 in der DDR aufgelöst worden) wirkte Jupp Angenfort mit.

## Ehrungen in der DDR
In Lauscha und im Ostseebad Sellin (Insel Rügen) waren zu DDR-Zeiten zwei Jugendherbergen, in Bernburg (Saale) das „Klubhaus der Jugend“ und in Böken, Kreis Schwerin eine LPG sowie ein Kinderferienlager des VEB Maschinenbau Halberstadt in Tornow nach Angenfort benannt.

## Publikationen
- Sprung in die Freiheit: Die Geschichten des Josef A. Von ihm selbst erzählt., hrsg. v. Hannes Stütz, Papyrossa, Köln 2010, ISBN 978-3-894384-51-7.
- Streit um die Zukunft : Positionen u. Materialien, Ed. Marxist. Blätter, Düsseldorf 1988, ISBN 978-3-88501-082-1.

## Filme
- Als der Staat rot sah – Justizopfer im Kalten Krieg. Regie: Hermann G. Abmayr. Dokumentation, D 2006